# امل (بلژیک)
شهر امل (به فرانسوی: Amel) در شهرستان ورویه در استان لیئژ در منطقه فدرال والوون در کشور بلژیک واقع شده‌است.